# Prisonniers de guerre allemands aux États-Unis

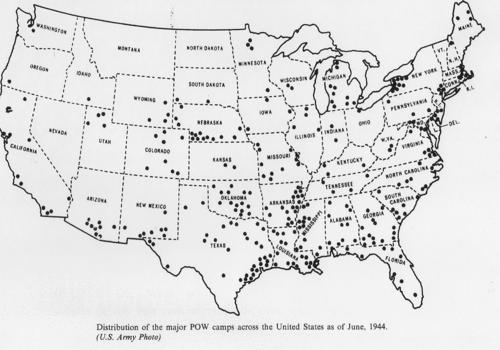
Carte des principaux camps de prisonniers de guerre aux États-Unis en juin 1944.

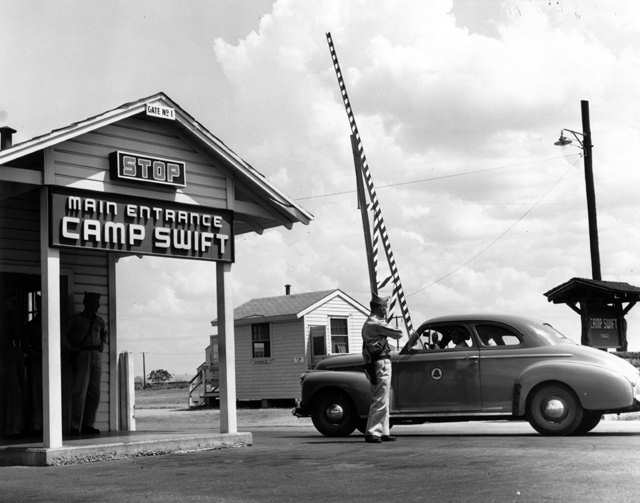
L'entrée du camp Swift au Texas pendant la Seconde Guerre mondiale.

Les prisonniers de guerre allemands aux États-Unis étaient des soldats allemands capturés pendant la Seconde Guerre mondiale, et internés comme prisonniers de guerre dans divers camps américains. En tout, 425 000 prisonniers allemands ont vécu dans 700 camps à travers les États-Unis pendant la Seconde Guerre mondiale.

## Le voyage et l’arrivée
Pour transporter les prisonniers allemands, les Américains utilisèrent les Liberty ship, des énormes navires produits à la chaîne pour transporter troupes et matériel vers l’Europe, dans de gigantesques convois protégés des U Boote par une présence de la Navy.
Remplis à l’aller, ces bateaux étaient vides au retour. Mais ils ont vite été remplis par les prisonniers allemands dont le nombre augmentait sans cesse.
À la fin de l'année 1942, 380 000 soldats allemands ont été capturés par les Alliés et furent envoyés aux États-Unis dans des camps de prisonniers. 
Dès leur arrivée, les prisonniers sont transportés vers des camps situés pour la plupart dans le sud du pays (notamment au Texas), où les conditions climatiques se rapprochent le plus de celles de l’Afrique du Nord où ils ont été capturés, pour respecter à la lettre la convention de Genève de 1929. 
À la fin de la guerre, les États-Unis détenaient sur leur sol 425 000 prisonniers allemands. À leur arrivée aux États-Unis, certains prisonniers furent surpris par la première impression que les États-Unis leur causait, pays qui leur apparaissait différent de ce que la propagande de Joseph Goebbels avait créé. En effet, la propagande avait dressé un véritable mur entre la population allemande et les États-Unis, systématiquement et continuellement dénoncés comme une ploutocratie dont le président était un triste sire aux mains des Juifs.

## Travail et rééducation

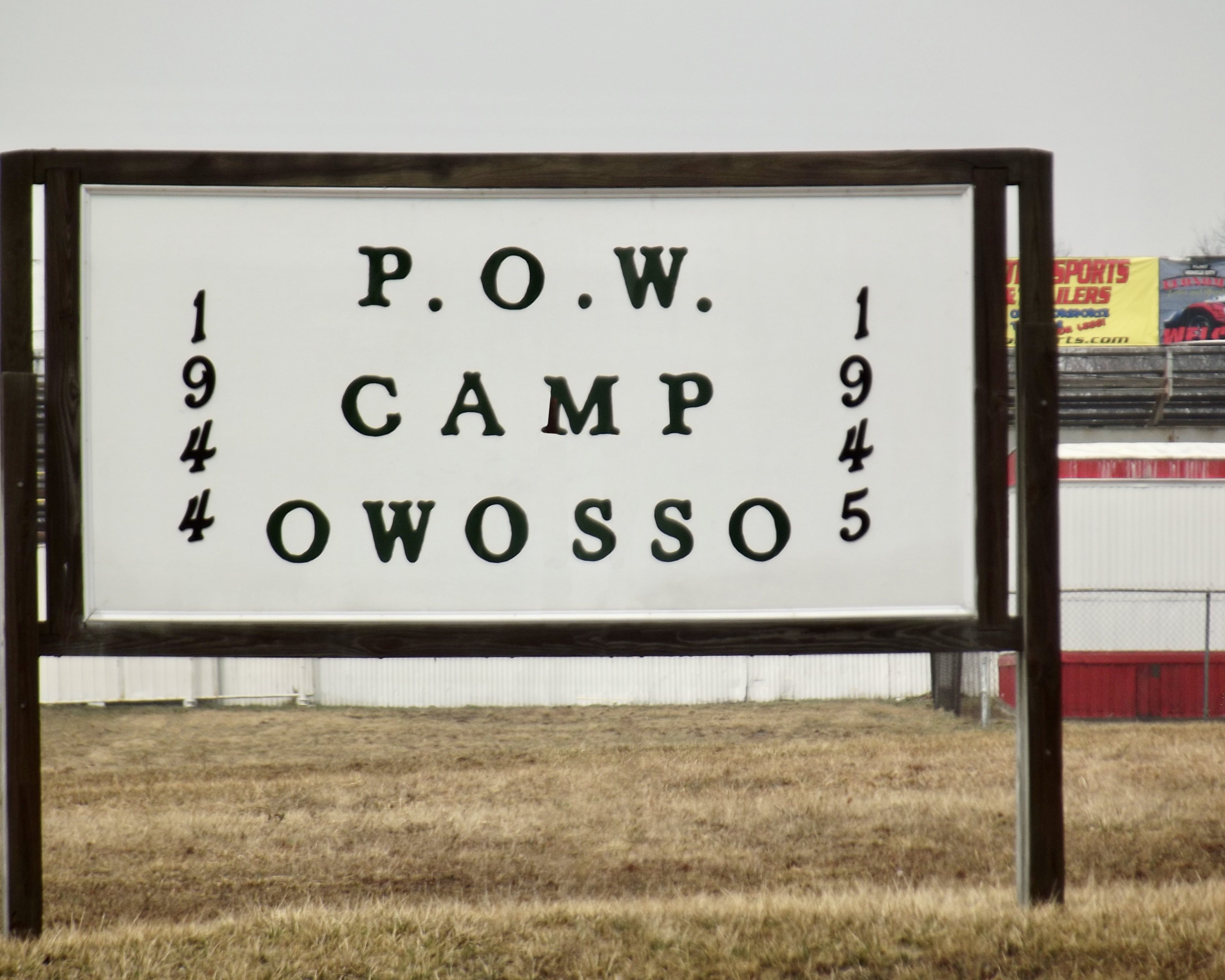
Camp où des soldats allemands ont séjourné.

La Convention de Genève de 1929 interdisait théoriquement de condamner un prisonnier de guerre au travail forcé.
Cependant, les soldats prisonniers et les sous-officiers sont tenus de travailler. Les représentants au Congrès des États agricoles, notamment du Midwest, militent auprès du département de la Guerre pour que les prisonniers de guerre soient utilisés dans l’agriculture, où la main d’œuvre manque cruellement avec les hommes partis au front et ceux travaillant dans l’industrie de guerre.
Les Allemands, disciplinés et travailleurs, n’en restent pas moins revendicatifs. Ainsi, les prisonniers de Fort Sheridan, dans l’Illinois, font grève pour la fête nationale du Reich, le 9 novembre, et les internés de camp Stockton, en Californie, protestent contre l’augmentation d’une heure de leur temps de travail.
Les prisons étaient situées dans des zones rurales, pour servir les besoins économiques du pays. L'agriculture avait subi un manque aigu de main-d’œuvre. Les représentants au Congrès des États agricoles avaient exercé sur le Département de la Guerre, une forte pression afin qu'on leur fournisse des PG pour résoudre ce problème. Des milliers de prisonniers de guerre furent ainsi utilisés dans l'agriculture, là où la Commission de la Main-d'Œuvre de Guerre et de l'Administration de l'Alimentation avait considéré qu'on avait besoin de travailleurs. Les fermiers et producteurs agricoles payèrent le taux civil au Gouvernement. En 1944, le Gouvernement gagna ainsi 22 millions de dollars en utilisant les prisonniers de guerre et économisa 80 millions en les utilisant dans de nombreux services des installations militaires.
Non seulement les Américains donnèrent du travail aux prisonniers, mais ils créèrent aussi des écoles pour la « rééducation » destinées aux prisonniers allemands. Le programme commença par un plan secret concernant la « déviation intellectuelle » pour les prisonniers. Un petit groupe de professeurs d'université avec certains détenus sûrs, se mirent à rassembler le matériau pour cela. Leur outil principal allait être la lecture de suppléments (de journaux) qui seraient contrôlés par les professeurs, programme qu'on vint à connaître sous le nom de SPD (Division des Projets Spéciaux). Après la préparation secrète du programme, le SPD annonça une série de cours accélérés sur la démocratie, cours dont le but était de former une section allemande pour faire faire à l'Allemagne un retour en arrière. Le programme s'avéra inefficace en raison des quantités de problèmes qu'il souleva, à partir de professeurs incapables et de moyens insuffisants. Le programme était censé aider les Allemands à étendre leurs connaissances, ce qui en certains cas, a peut-être été à la hauteur mais qui, selon la majorité des historiens n'a eu aucun effet durable.

## Persécution des prisonniers antinazis
Les nazis fanatiques refusant de croire en une éventuelle défaite mettent en place une véritable hiérarchie parallèle. 
Les Américains livrent quasiment les détenus à eux-mêmes. Ils dirigeaient eux-mêmes le camp, les Américains y étaient peu nombreux. Ils contrôlaient le périmètre du camp, avec des miradors et des véhicules capables de patrouiller le secteur. Le contrôle allemand de la direction du camp leur permet donc de fêter en grande pompe les fêtes nazies, comme l’anniversaire du Führer ou celui du putsch du 9 novembre 1923, de chanter le Horst-Wessel-Lied (hymne officiel des SA puis du NSDAP). Ils hissent même le drapeau nazi au-dessus du camp. La croix gammée flottant au fin fond du Midwest, hissée au son du Horst Wessel Lied et du Deutschland Über Alles devant des hommes en rang, saluant le drapeau en levant le bras, comme lors d’un rassemblement nazi à Nuremberg.
Les prisonniers nazis, qui ont pris le pouvoir et exercent souvent un contrôle sur les autres prisonniers, créent un climat de terreur. 
Dans certains camps où sont rassemblés des officiers nazis, une sorte de Gestapo est instituée, qui contrôle l'allégeance des détenus au Führer et leur confiance inébranlable en la victoire de l'Allemagne. Ils créent donc la Lagergestapo, la Gestapo des camps, une police parallèle, qui traque les prisonniers antinazis et les défaitistes, qui ne croient plus à la victoire du Reich. Le salut nazi, accompagné d’un sonore «Heil Hitler» jusque-là interdit par les Américains, devient obligatoire, instaurée par l’administration parallèle nazie. Les prisonniers subissent pour certains brimades et vexations. Les prisonniers pro-nazis restent jusqu’au bout sous l’emprise du régime nazi et de son idéologie. C’est dire aussi le peu de succès rencontré par les programmes de rééducation mis en place par les autorités américaines pour les purger de cette idéologie et de leur enseigner les vertus de la démocratie.
Ainsi, dans chaque camp se constitue un « Kangaroo Court », une cour de justice clandestine nazie qui juge les hommes accusés de défaitisme ou d’avoir trahi le Reich. La sentence prononcée au nom du Führer est exécutée immédiatement et de façon à peine voilée. Le 18 octobre 1943, le capitaine Félix Tropschuch, qui avait affiché son hostilité au Führer, est pendu au Camp Concordia, au Kansas. Les commandants de camp, alertés par des détenus, pressent les autorités américaines compétentes de prendre des mesures appropriées. Des dizaines de prisonniers seront victimes de la police politique secrète de ces camps, souvent en toute impunité pour les membres de la Lagergestapo.
Ainsi, le New York Times du 24 février 1944 écrit: « Des "démocrates" exécutés dans nos camps par d'autres prisonniers... Les organisations nazies, Gestapo incluse, sont actives dans les camps de prisonniers américains et ont déjà exécuté cinq prisonniers non conformistes ». Des dizaines d'autres de ces « non conformistes » trouveront la mort.
Toutefois, certains sont identifiés et punis. Dans un camp de l’Oklahoma, l’exécution d’un prisonnier soupçonné d’avoir fourni des renseignements sur le camouflage de Hambourg destiné à tromper les pilotes de bombardiers alliés est suivie de la pendaison de cinq de ses codétenus accusés d’avoir décidé, puis perpétré l’assassinat. Alors que le gouvernement américain a exécuté 14 prisonniers Allemands après la guerre pour les meurtres d'autres prisonniers lors de trois incidents, des centaines de meurtres similaires sont susceptibles d'avoir eu lieu. 
Réagissant à ces problèmes, l’administration américaine crée des camps de prisonniers pour antinazis, où ceux qui veulent échapper à la Lagergestapo peuvent se réfugier. Pourtant, peu de prisonniers s’annoncent comme antinazis pour se rendre dans ces camps. En effet, ils craignent les représailles sur leurs familles restées en Allemagne, mais aussi sur leurs propres personnes après la guerre. Certains ne croient pas en une défaite de l’Allemagne, et peu pensent que le régime nazi pourrait ne pas survivre à la guerre.

## Les évasions
Les Américains ont constitué à la hâte des camps, facilitant involontairement l'évasion des prisonniers. Pour les en empêcher, les Américains comptent d’abord sur l’effet dissuasif de l’océan qui sépare les camps des prisonniers de guerre, du territoire du Reich. Des prisonniers tentent quand même de s’évader, soit pour rejoindre de la famille vivant aux États-Unis, soit pour tenter de rentrer en Allemagne. Ces évasions sont nombreuses, 30 par jour en 1944, mais courtes, souvent quelques heures, au mieux quelques jours. 
Ainsi, un évadé du Mississippi est repris car, entré dans un bus, il s’est assis à l’arrière (places réservées aux gens de couleur dans les États ségrégationnistes), et, surtout, a laissé sa place à un Noir. Le shérif déclare que « Ça ne pouvait pas être un Américain ».

## Conditions de vie
À la fin du conflit, avec l’entrée des troupes alliées en Allemagne et la libération des camps de concentration, les Américains, jusque-là conciliants, changent d’attitude : pour eux, les Allemands ont une grande part de responsabilité dans les atrocités nazies. Ils réduisent les rations alimentaires, augmentent le temps de travail, reprennent en main la discipline et instaurent des cours de rééducation idéologique pour débarrasser les prisonniers de l’idéologie nazie, dans le but d’en faire de vrais démocrates à leur retour en Allemagne. Ils projettent aussi les films montrant la libération des camps de concentration.
Les gardiens deviennent parfois violents. Lors d’une projection d’un film montrant des images des camps de concentration à Fort Douglas, dans l’Utah, une sentinelle tire sur les détenus présents. Globalement, la vie pour les Allemands dans les camps de prisonniers de guerre américains aurait été « ferme mais juste ».
Cependant, beaucoup de prisonniers ont constaté que leurs conditions de vie en tant que prisonniers étaient meilleures que celles en tant que civils dans des appartements sans eau chaude en Allemagne. Les prisonniers ont reçu du matériel d'écriture, des fournitures d'art, des ustensiles de bois, des instruments de musique, et ont été autorisés régulièrement à contacter leur famille en Allemagne. Ils ont mangé les mêmes rations que les soldats américains comme l'exige la Convention de Genève, y compris des repas spéciaux pour Thanksgiving et Noël.
Alex Funke, un ancien prisonnier de guerre au Camp Algona écrit: « Nous avons tous été impressionnés positivement par les États-Unis ». La fraternisation non autorisée entre les femmes américaines et prisonniers allemands était parfois un problème. Quelques prisonniers Allemands ont rencontré leurs futures épouses dans ces camps.
Un prisonnier de guerre allemand raconte: « Lorsque j'ai été capturé, je pesais 58 kg. Après deux ans en tant que prisonnier de guerre, je pesais 84 kg. J'étais tellement gras que vous ne pouviez plus voir mes yeux » .

## Départ et rapatriement
Le rapatriement intervient très vite, mais il sera un exploit logistique, car les bateaux qui partent vers l’Europe sont cette fois pleins de matériel. 
D’un avis unanime, partagé par tous les détenus aussi bien des camps nazis que des camps antinazis, les derniers mois sont très durs. Car le départ approche. Les États-Unis n’ont aucune raison de garder sur leur sol des centaines de milliers de prisonniers. À la différence de leurs alliés européens, ils ne sont pas confrontés à un programme de reconstruction pour lequel ils pourraient être employés. Le transport de centaines de milliers d’hommes mobilisant une logistique lourde, l’opération prend plusieurs mois.
Pour la majorité d’entre eux, le départ des États-Unis ne signifie pas le retour immédiat en Allemagne. Fin 1945, l’immense majorité des prisonniers est de retour en Europe, mais pas forcément en Allemagne. Ils sont parfois transférés vers les camps français et utilisés pour la reconstruction.
En effet, beaucoup rejoignent en France les centaines de milliers de prisonniers de guerre allemands occupés à la reconstruction du pays, mais aussi au déminage des anciennes zones de combat, un travail éminemment dangereux où plus de 2 500 d’entre eux laisseront la vie.
Après les rapatriements, 5 000 anciens prisonniers Allemands ont émigré aux États-Unis, et des milliers d'autres sont retournés plus tard visiter le pays,.

### Au cinéma
- The Incident (en), un film de 1990 réalisé par Joseph Sargent avec Walter Matthau et Peter Firth, avec pour thème le sujet du traitement des prisonniers allemands et de la Lagergestapo au travers d'une affaire judiciaire portée devant les tribunaux américains.